# Eucampsipoda madagascarensis
Eucampsipoda madagascarensis är en tvåvingeart som beskrevs av Oskar Theodor 1955. Eucampsipoda madagascarensis ingår i släktet Eucampsipoda och familjen lusflugor.
Artens utbredningsområde är Madagaskar. Inga underarter finns listade i Catalogue of Life.